# Ortuťová
Ortuťová (in ungherese Ortutó, in tedesco Ortolfsdorf od Ortholt, in ruteno Ortutiva) è un comune della Slovacchia facente parte del distretto di Bardejov, nella regione di Prešov.

## Storia
Sorto nella seconda metà del XIV secolo, nel 1414 appartenne alla Signoria di Makovica. Nel XVII secolo venne ripopolato in parte con coloni ruteni.